# Čierna dolina (Belianské Tatry)
Čierna dolina je dolina dlouhá přibližně 1,25 km. Nachází se severně od Tatranské Kotliny v Belianských Tatrách. 

## Poloha
Ústí ve výšce 770 m n. m. na polaně Karolína, na které stojí hájovna. Sousedí na jihu se Suchou dolinou. Zpočátku směřuje na západ a pak se mírným obloukem stáčí na severozápad. Dolina končí pod Malou Margitou. Hřeben Dlhého vrchu ji ohraničuje od západu a hřbet Čierneho vrchu od jihozápadu. Odděluje Babiu dolinu od Černé doliny.

## Potoky
Dolinou protéká Čierny potok. 

## Turistika
Do doliny nevedou turistické trasy. Dolina je přísnou přírodní rezervací TANAPu.